# Эвкалипт камальдульский
Эвкалипт камальдульский  или эвкалипт клубовидный (лат. Eucalyptus camaldulensis) — вечнозелёные деревья, вид рода Эвкалипт (Eucalyptus) семейства Миртовые (Myrtaceae).

## Распространение и экология
Вид широко распространён почти по всей территории Австралии. Встречается во всех штатах, за исключением Тасмании.
Давно введён в культуру в Средиземноморье и на западе Закавказья.
На родине растёт на аллювиальных и песчано-глинистых почвах вдоль рек и ручьёв или на болотистых низменностях, периодически затапливаемых в зимний период. Произрастает в местностях с годовыми осадками от 300 до 1500 мм и более. Высоко в горы не поднимается и, в некоторых местностях, на побережье отсутствует.

## Ботаническое описание
Дерево с густой кроной, высотой до 60 м и диаметром ствола до 4 м.
Кора гладкая, опадающая, тускло-белая или пепельная.
Молодые листья супротивные, в числе 3—4 пар, на черешках, сизоватые, ланцетные, реже яйцевидные, пластинка листа длиной 6—9 см и шириной 2,5—4 см. Взрослые листья очерёдные, на черешказ, ланцетные, заострённые, иногда серповидные, листовая пластинка длиной 12—22 см и шириной 0,8—1,5 см, тускло-зелёные, тонкие; жилкование заметное, боковые жилки многочисленные, косые, расходящиеся.
Зонтики пазушные, 5—10-цветковые, на цветоносах длиной 10—15 мм; бутоны яйцевидные, длиной 6—10 мм, диаметром 4—5 мм, острые или роговидные, с конической или клювовидной крышечкой, которая в полтора — два раза длиннее кубковидной чашечной трубки. Пыльники обратнояйцевидные, раскрывающиеся продольными щелями; желёзка маленькая, шаровидная.
Плоды полушаровидные или широко кубарчатые, длиной 7—8 мм, диаметром 5—6 мм.

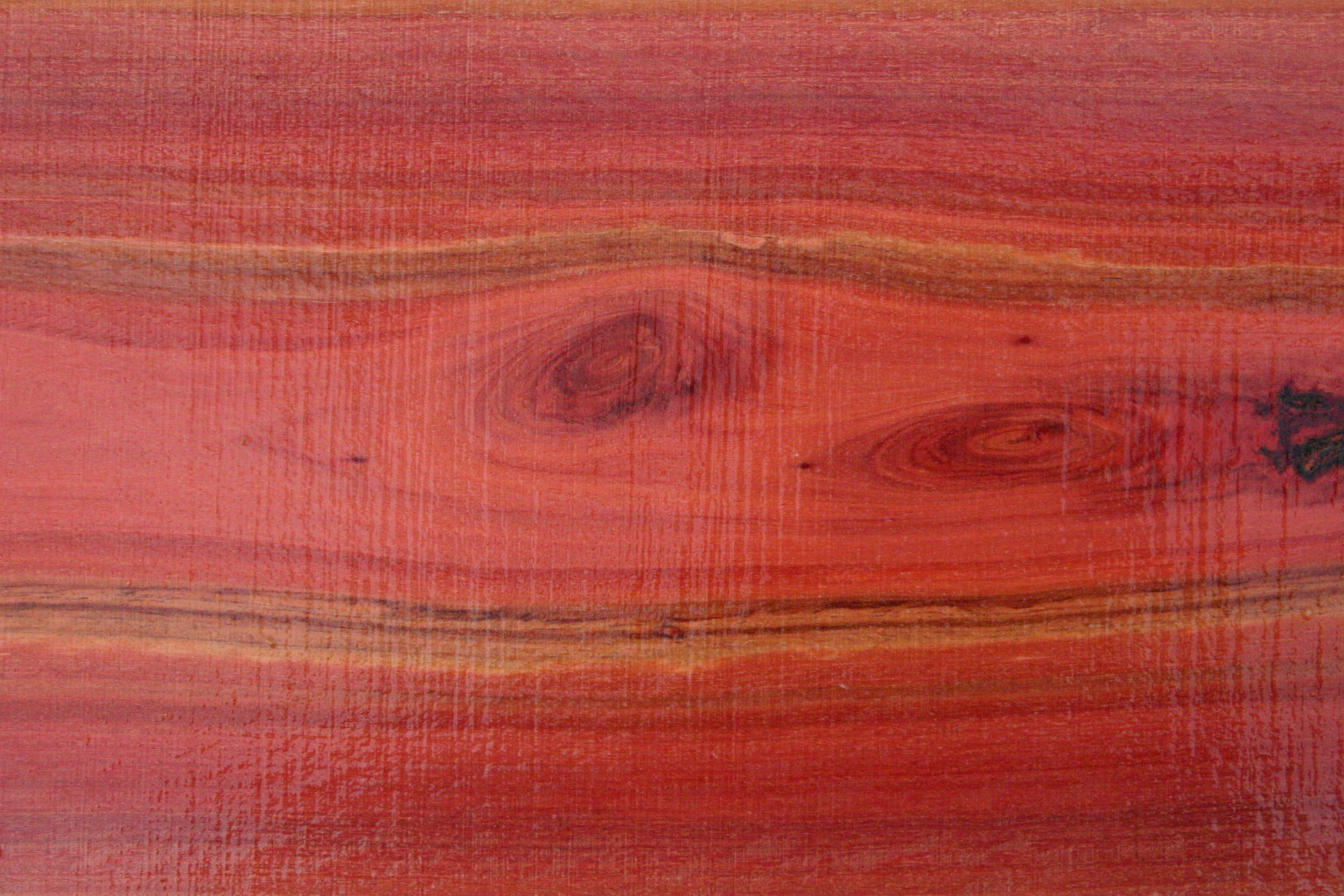
Древесина.

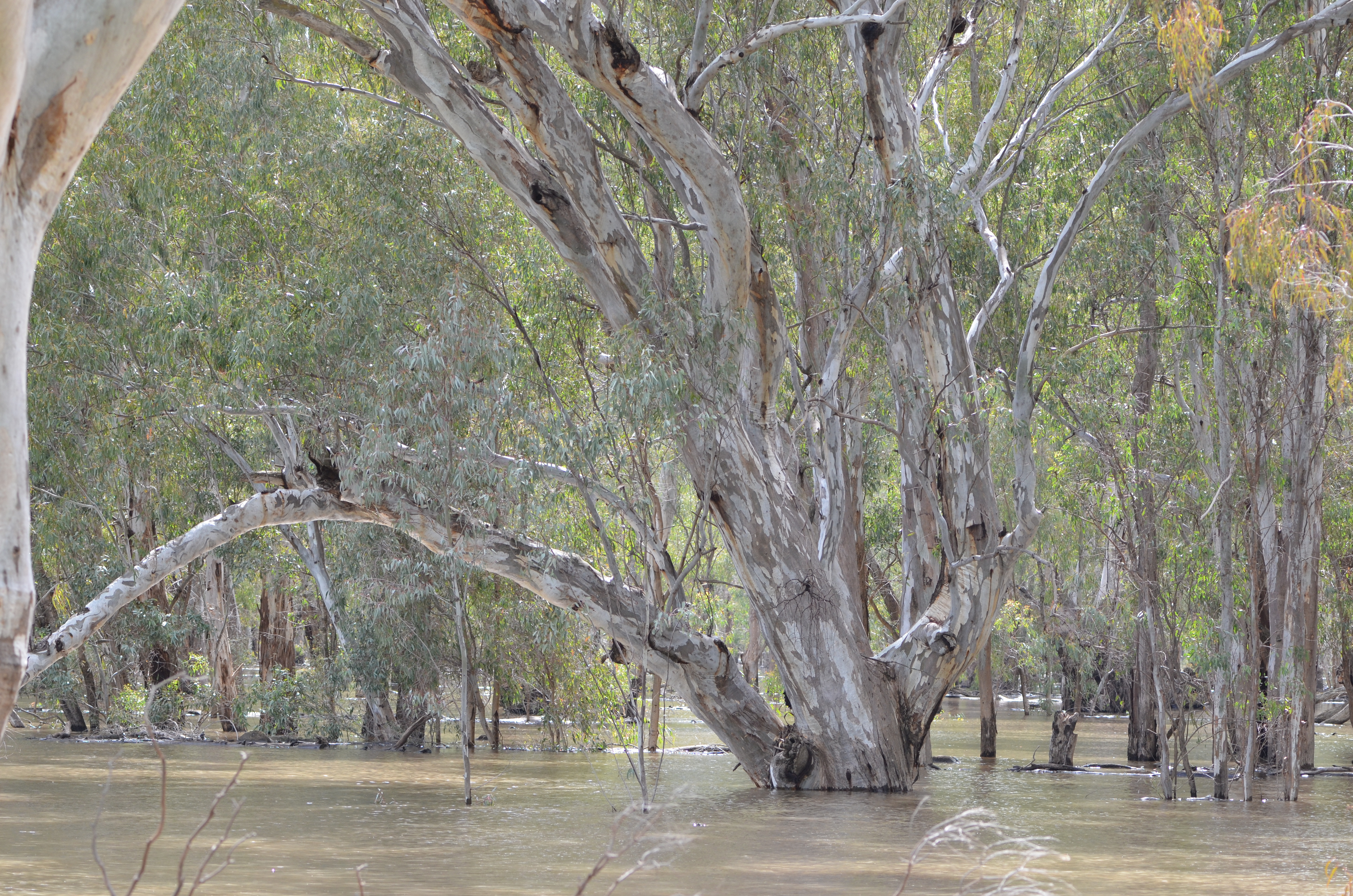
среда обитания

Цветёт в летний период.

## Значение и применение
Древесина красная, твёрдая, тяжёлая, с плотными слоями; хорошо полируется, устойчива к нападению сверлильщиков и белых муравьёв. В Австралии древесина используется на шпалы, столбы, сваи, блоки, доски, для получения древесного угля и как топливо.
Обильно цветёт и является одним из самых хороших медоносов. Мёд имеет золотистую окраску и приятный запах.
В коре содержится до 11 % таннинов.
В листьях содержится 0,27 % эфирного масла, состоящего из цинеола, пинена, фелландрена, цимена и аромадендраля.